# Enrico Burini
Enrico Burini (Livorno, 10 aprile 1976) è un ex cestista italiano.

## Carriera
Con l'Italia under 22 ha disputato due edizioni dei FIBA EuroBasket di categoria: 1996 e 1998.